# Іван Кнорр
Іван Кнорр (нім. Iwan Knorr; 3 січня 1853, Меве — 22 грудня 1916, Франкфурт-на-Майні) — німецький композитор і історик-музикознавець.
Кнорр провів дитинство в Україні, куди його батьки переїхали в 1857 році. Навчався в Лейпцизькій консерваторії у Ігнаца Мошелесаа, Ернста Фрідріха Ріхтера і Карла Райнеке. З 1874 читав лекції про музику, а з 1878 і з музичної теорії в Харківському музичному товаристві. У 1883 повернувся до Німеччини і став викладати у Франкфурті-на-Майні в консерваторії Гоха, з 1908 був її директором. Учнями Кнорра були Отто Клемперер, Ернст Блох, Персі Грейнджер, Сиріл Скотт, Володимир Сокальський Роджер Кілтер, Борис Гамбург і багато інших.
Перебування в українському середовищі відклалось у творчій спадщині Кнорра: він написав «Українські пісні про кохання» (нім. «Ukrainische Liebeslieder») для чотирьох голосів з фортепіанним супроводом, двохактну оперу «Дуня» (поставлена в Кобленці в 1904) та ін. Кнорру також належить біографія П. І. Чайковського (Берлін, 1900). Крім того, Кнорром були написані підручники з гармонії і контрапункту, ряд інших музичних творів і музикознавчих робіт.